# Санднес
Санднес (норв. Sandnes) је по значајан град у Норвешкој. Град је у оквиру покрајине Западне Норвешке и друго је по величини насеље округа Рогаланд. Има статус града од 1860.
Према подацима о броју становника из 2009. године у Санднесу је живело око 50 хиљада становника, док у заједничком градском подручју Ставангера и Санднеса је живело око 200 хиљада становника.

## Географија
Град Санднес се налази у југозападном делу Норвешке. Од главног града Осла град је удаљен 540 km западно од града. Оближњи Ставангер је на свега 15 km северно од града.
Рељеф: Санднес се налази на југозападној обали Скандинавског полуострва. Град се развио на дну Гандског фјорда, у невеликој равници уз море. Сам град је мало бреговитији, па се надморска висина града креће од 0 до 50 м надморске висине.
Клима: Клима у Санднесу је умерено континентална са утицајем Атлантика и Голфске струје. Њу одликују благе зиме и хладнија лета.
Воде: Санднес се развио као морска лука на у дну омањег Гандског фјорда, залива Северног мора. Залив није отворен ка мору, већ се ту налази више малих полуострва и острва.

## Историја
Први трагови насељавања на месту данашњег Санднеса јављају се у доба праисторије. Данашње насеље основано је у средњем веку, али није имало већи значај током следећих векова. 1860. добило је градска права.
Током петогодишње окупације Норвешке (1940—45) од стране Трећег рајха Санднес и његово становништво нису значајније страдали.

## Становништво
Данас Санднес са предграђима има око 50 хиљада у градским границама, док у заједничком градском подручју Ставангера и Санднеса је живело око 200 хиљада становника. Последњих година број становника у граду се повећава по годишњој стопи од 1,5%.

## Привреда
Градска привреда Санднеса се традиционално заснива на индустрији керамике. Последњих година значај трговине, пословања и услуга је преовлађујући у градској привреди.

## Спорт
- Јакоб Ингебригтсен

## Збирка слика
- Лука Санднеса
- Главна градска црква
- Здање суда
- Градска аутобуска станица